# Lonicera purpurascens
Lonicera purpurascens är en kaprifolväxtart som beskrevs av Wilhelm Gerhard Walpers. Lonicera purpurascens ingår i släktet tryar, och familjen kaprifolväxter. Inga underarter finns listade i Catalogue of Life.